# Montiel
Montiel je španělská obec, která se nachází v provincii Ciudad Real v Kastilii–La Mancha. Obec má rozlohu 271,22 km² a k roku 2021 v ní žilo 1 256 obyvatel.
Na území obce se nachází zřícenina hradu, kam se po bitvě u Montielu uchýlil Petr I. Kastilský, později zabitý svým nevlastním bratrem Jindřichem II.

## Poloha
Obec leží na úpatí hory v oblasti řeky Río Jabalón na náhorní plošině La Mancha asi 185 km jihovýchodně od Toleda a 235 km jihovýchodně od Madridu v nadmořské výšce asi 900 m.